# 笛吹橋
笛吹橋（ふえふきばし）は、山梨県の笛吹川に架かる橋。

## 概要
笛吹橋は、国道411号及び県道314号に重複指定されている。国道411号は旧甲州街道であるが、明治40年（1907年）の大洪水までは、現在の笛吹橋を経由しないルートであった。
両岸に交差点があり、当橋梁上に両交差点の右折車線が設置されている。